# Stephen Lewis (Schauspieler)
Stephen Lewis (* 17. Dezember 1926 in Poplar, London, England; † 12. August 2015 in London) war ein britischer Schauspieler, Comedian, Regisseur und Drehbuchautor. Im englischsprachigen Raum wurde er vor allem mit den Rollen des Inspectors Cyril „Blakey“ Blake in der Sitcom Nichts als Ärger im Depot (On the buses), Clem Hemingway in Last of the Summer Wine und Harry Lambert in Oh, Doctor Beeching! bekannt. Darüber hinaus trat er in Bühnenstücken und als Nebendarsteller in einer Vielzahl von Kino- und Fernsehfilmen auf.

## Leben
Zunächst arbeitete Lewis als Maurer, Elektriker und Zimmermann. Nach seiner Zeit bei der Navy wandte er sich der Schauspielerei zu. Er wurde dazu überredet, sich die Aufführung des Theatre Workshops, einer angesagten Theatergruppe von Joan Littlewood anzusehen. Damals war es üblich, dass die Zuschauer im Anschluss die Schauspieler treffen konnten. Er wurde zu einem Vorsprechen eingeladen, bekam eine Rolle und verließ die Navy um ein Mitglied des Ensembles zu werden.

## Bühne und Film
Lewis trat zum ersten Mal 1958 im West End Theatre auf in dem Stück The Hostage. 1960 schrieb er zusammen mit seiner Theatergruppe das Stück Sparrers Can't Sing, das 1963 unter dem Titel Sparrows Can't Sing verfilmt und ein Erfolg wurde. Zu dieser Zeit verwendete er noch den Künstlernamen Stephen Cato, den er jedoch auf Anraten seines Agenten nach diesem Erfolg ablegte. Ab 1969 wurde Lewis berühmt durch seine Rolle des ruppigen Inspectors Blakey in der TV-Sitcom On the Buses. Aus dieser 74-teiligen Serie, von denen Lewis bei insgesamt 12 Episoden Co-Autor war, entstanden auch drei Kinofilme. Lewis, der bei Drehbeginn erst 42 Jahre alt war, wurde für diese Rolle älter geschminkt.
In den 1990er Jahren hatte er als Blakey regelmäßig Cameo-Auftritte in der BBC-Spielshow The Generation Game, dem englischen Pendant zur deutschen Show Am laufenden Band. Darüber hinaus übernahm er eine Vielzahl von Nebenrollen und spielte dadurch auch mit Stars wie Richard Burton, Rex Harrison (Staircase, dtsch. „Unter der Treppe“) oder auch Marty Feldman (The Last Remake of Beau Geste, dtsch. Drei Fremdenlegionäre). Ab 1988 übernahm er für die nächsten 17 Jahre die Rolle des ironischerweise „Smiler“ genannten und ewig schlecht gelaunten Clem Hemingway in der BBC-Sitcom Last of the Summer Wine, bevor er durch nachlassende Gesundheit 2007 gezwungen wurde, die Produktion zu verlassen. Dennoch blieb er durch weitere Gastauftritte in verschiedenen englischsprachigen Serien wie One Foot in the Grave weiterhin in Erinnerung.

## Tod
Lewis starb im Alter von 88 Jahren in einem Seniorenheim in Wanstead, London, wo ebenfalls seine Schwester Connie wohnte. Gemäß der Leitung des Seniorenheims hatte er die Bewohner häufig noch mit beliebten Sprüchen aus seinen Filmen unterhalten. Bei seinem Begräbnis war mit Anna Karen auch die letzte Überlebende der Filmcrew der Serie On the Buses anwesend. In ihrer Grabrede beschrieb sie ihn als „sehr talentierten und sehr lustigen Kollegen, mit dem man wunderbar zusammenarbeiten konnte“ („extremely talented and very funny man and wonderful to work with“).

## Trivia
Am 22. Oktober 2004, 30 Jahre nach Drehbeginn, wurde Lewis dazu eingeladen, in Prestatyn Sands, dem Drehort von Ein irrer Trip im Wahnsinnsbus („Holiday on the buses“), eine Gedenktafel einzuweihen.

## Filmografie (Auswahl)
- 1962: Das Netz
- 1968–1973: Aber aber, Vater!
- 1969: Unter der Treppe
- 1969: Die eine will’s, die andere nicht
- 1971: Die herrlichen sieben Todsünden
- 1971: Aufruhr im Busdepot
- 1972: Meuterei im Bus
- 1973: Ein irrer Trip im Wahnsinnsbus
- 1976: Die unglaublichen Abenteuer eines Taxifahrers
- 1977: Drei Fremdenlegionäre
- 1978: Benny, der Pechvogel
- 1987: Personal Service
- 1990: Die Krays
- 1990–2007: Last of the Summer Wine